# 劳伦斯维尔 (伊利诺伊州)
劳伦斯维尔（英語：Lawrenceville）位于美国伊利诺伊州东南部恩巴勒斯河畔，是勞倫斯郡的县治所在，面积5平方公里。根据2000年美国人口普查，共有4,745人，其中白人占97.85%。